# Vraneša
Vraneša (cyr. Вранеша) – wieś w Serbii, w okręgu zlatiborskim, w gminie Nova Varoš. W 2011 roku liczyła 404 mieszkańców.